# КК Хапоел Тел Авив
КК Хапоел Тел Авив (хебр. הפועל תל אביב) израелски је кошаркашки клуб из Тел Авива. Тренутно се такмичи у Суперлиги Израела и у Евролиги.

## Успеси

### Национални
- Првенство Израела:
  - Првак (5): 1960, 1961, 1965, 1966, 1969.
  - Вицепрвак (22): 1957, 1958, 1959, 1963, 1964, 1967, 1968, 1970, 1971, 1979, 1980, 1985, 1987, 1988, 1989, 1992, 1993, 1994, 2004, 2005, 2023, 2024.

- Куп Израела:
  - Победник (4): 1962, 1969, 1984, 1993.
  - Финалиста (13): 1956, 1958, 1963, 1964, 1965, 1966, 1970, 1976, 1977, 1978, 1983, 1994, 2022.

- Лига куп Израела:
  - Финалистс (1): 2022.

### Међународни
- Еврокуп:
  - Победник (1): 2025.

## Познатији играчи
- Никола Булатовић
- Бруно Кабокло
- Јам Мадар
- Џонатан Мотли
- Џо Регланд
- Брајан Рендл
- Седрик Себалос
- Јасмин Хукић
- Василије Мицић

## Познатији тренери
- Димитрис Итудис